# Jicchak Nissim
Jicchak Nissim (hebr. ‏יצחק נסים‎, ur. 1896 w Bagdadzie, zm. 9 sierpnia 1981) – izraelski rabin, sefardyjski naczelny rabin Izraela w latach 1955–1973.

## Życiorys
Urodził się w Bagdadzie, a w 1925 roku wyemigrował do Palestyny, zamieszkał w Jerozolimie, gdzie pracował jako rabin oraz publikował responsa. Był właścicielem jednej z największych bibliotek literatury rabinicznej i biblijnej. Oprócz bycia rabinem pracował także jako przedsiębiorca.
W latach 1955–1973 pełnił funkcję sefardyjskiego naczelnego rabina Izraela. Jako naczelny rabin podejmował dialog oraz współpracę z ruchem kibucowym oraz świeckimi Żydami. W 1964 roku zbojkotował wizytę papieża Pawła VI w Izraelu, odmawiając spotkania z nim. W 1976 roku otrzymał doktorat honoris causa Uniwersytetu Bar-Ilana.
Jego synem był profesor Meir Benajahu oraz polityk Mosze Nissim. 
Został pochowany na cmentarzu na Górze Oliwnej. Po jego śmierci założono wydawnictwo Jad HaRaw Nissim, noszące jego imię, oraz poświęcony mu bet midrasz.